# NGC 3370
إن جي سي 3370 (المعروف أيضا باسم UGC 5887 أو مجرة سيلفرادو )) مجرة حلزونية على بعد حوالي 98 مليون سنة ضوئية في إتجاة في كوكبة الأسد.وهي متشابه مع مجرتنا درب التبانة في القطر (100,000 سنة ضوئية) وكتلة (1011 كتلة شمسية). إن جي سي 3370 لها هيكل حلزوني معقد ونواة محددة بشكل واضح.
تعطي البيانات المقدمة من عمق المجرة معلومات دقيقة تمكننا من دراسة النجوم النابضة والتي تعرف بالمتغير القيفاوي والتي ستساعدنا في تقدير بُعد هذه المجرة. تم اختيار مجرة إن جي سي 3370 بالتحديد من أجل دراسة الظاهرة لأن هذه المجرة الحلزونية كانت مصدر انفجار نجمي واسع النطاق وذلك سنة 1994 يعرف باسم المستعر الأعظم من نوع " Ia". من خلال الجمع بين بُعد هذا المستعر الأعظم استنادا إلى قياسات المتغير القيفاوي ومع رصده ولو من مسافات بعيدة، يمكننا معرفة حجم واتساع الكون في حدّ ذاته.

## الإكتشاف
اكتشفت في (21 مارس 1784) من قبل ويليام هيرشيل ورصدها أيضا ابنة جون هيرشل

## وصلات خارجية
- Ho et al., BVRI Photometry of Supernovae
- NGC 3370 at ESA/Hubble
- Nemiroff، R.؛ Bonnell، J.، المحررون (12 أكتوبر 2008). "Spiral Galaxy NGC 3370 from Hubble". صورة اليوم الفلكية. ناسا.